# 西英格蘭大學
西英格蘭大學（英語：University of the West of England）創立於1595年，於1992年升格為西英格蘭大學。西英格蘭大學目前有4個主要校區 Frenchay校區（主校區）、City校區、Gloucester校區及Glenside校區，擁有9個學院、300個學位課程。是布里斯托兩所大學（另外一所是布里斯托大學）中最大的一所。其在於1853年興建的St Matthias Campus, 在2014年關閉。西英格蘭大學是英國最受歡迎的大學之一，位於英格蘭西南部最大城─布里斯托，是一所現代化且持續成長中的研究型大學，英國衛報（The Guardian）將西英格蘭大學的教學質量評為全國第六名，在2008年英國學術研究評鑑（RAE，Research Assessment Exercise）中更獲多樣獎項殊榮，生物、法律、商科、藝術、管理、社會學等師資評鑑多近滿分。現今UWE學生總人數超過三萬名，3500名教職人員，國際學生約有3000名，來自全球140多個國家，是英格蘭西南部最具規模的大學，更是布里斯托當地學生人數最多、發展最為蓬勃的大學。
在2020年，位於Frenchay Campus 內的展覽中心借給NHS作臨時醫院以應對2019冠狀病毒病。

## 歷史

### 早期基礎
西英格蘭大學的歷史可以追溯到1595 年商業冒險家航海學校的成立。
1894年，學校更名為商業冒險家技術學院。
1970 年，該技術學院更名為布里斯托理工學院；當時的主校區位於阿什利當（Ashley Down），現在是布里斯托市學院的一個校區。
Bower Ashton Studios 成立於 1969 年，前身是位於布里斯托皇后路的皇家西英格蘭學院藝術學院，前身是西英格蘭藝術學院。聖馬蒂亞斯遺址（不再屬於大學所有）最初建於維多利亞時代，是一所教師培訓學院。這些校區與 Redland、Ashley Down、Unity Street 和 Frenchay 的校區一起於 1976 年左右成為布里斯托理工學院的一部分。

### 大學狀況
該機構因1992 年《繼續教育和高等教育法案》而獲得大學地位並使用現在的名稱。埃文和格洛斯特郡健康學院（現為Glenside校區）以及巴斯和斯溫頓健康研究學院於1996 年1 月加入。哈特普里校區於1997 年加入。該大學是布里斯托技術與工程學院的主要學術贊助商，布里斯托技術與工程學院是一所新的學院。大學技術學院，直至 2022 年關閉。

### 品牌重塑
2016 年春季，西英格蘭大學發起了一場品牌重塑活動，為大學帶來了新面貌，並使用了新徽標，作為 2020 年策略的一部分。

## 學術

### 具優勢學系(排名(2020))
建築與測量（6），建築（9），放射治療（13），藝術與設計（14），城鄉規劃與風景建築（14），通用工程（15），社會工作（20），物理治療（22），教育（24），語言學（24），解剖與生理學（29），航空與製造（30），犯罪學（31），創意寫作（33），傳播與媒體研究（36），機械工程（38） ，英語（39），醫學相關（39），電氣與電子工程（41），計算機科學（42），護理（42），土木工程（43），考古與法醫學（44），商業研究（45） ，哲學（49），社會學（49），經濟學（50）

### 排名
根據2013年衛報大學指南，該大學的土地和物業管理專業在18所在列機構中排第四，同樣，地球和海洋科學在全英33所機構中也排第四。

### 研究
2008年科研評估顯示該大學37%的研究都達到了國際領先或國際優秀標準，特別是在生物醫學、藝術設計和通訊、媒體及文化研究上成就卓越。

### 布里斯托機器人實驗室
布里斯托機器人實驗室（Bristol Robotics Laboratory）在2012年5月10日開始付諸使用，這是英國最大的機器人實驗室，也是全歐洲最大的機器人實驗室。佔地面積約兩千四百平米。

## 校園

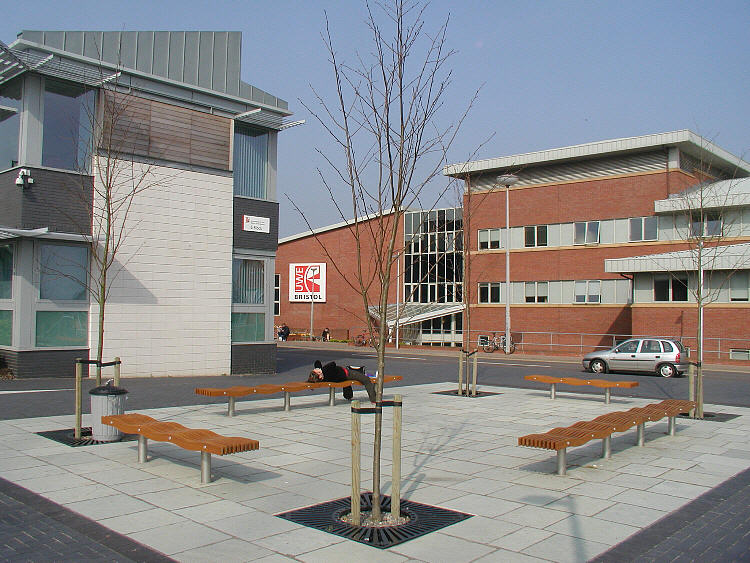
位於 Frenchay 的西英格蘭大學校園的一部分

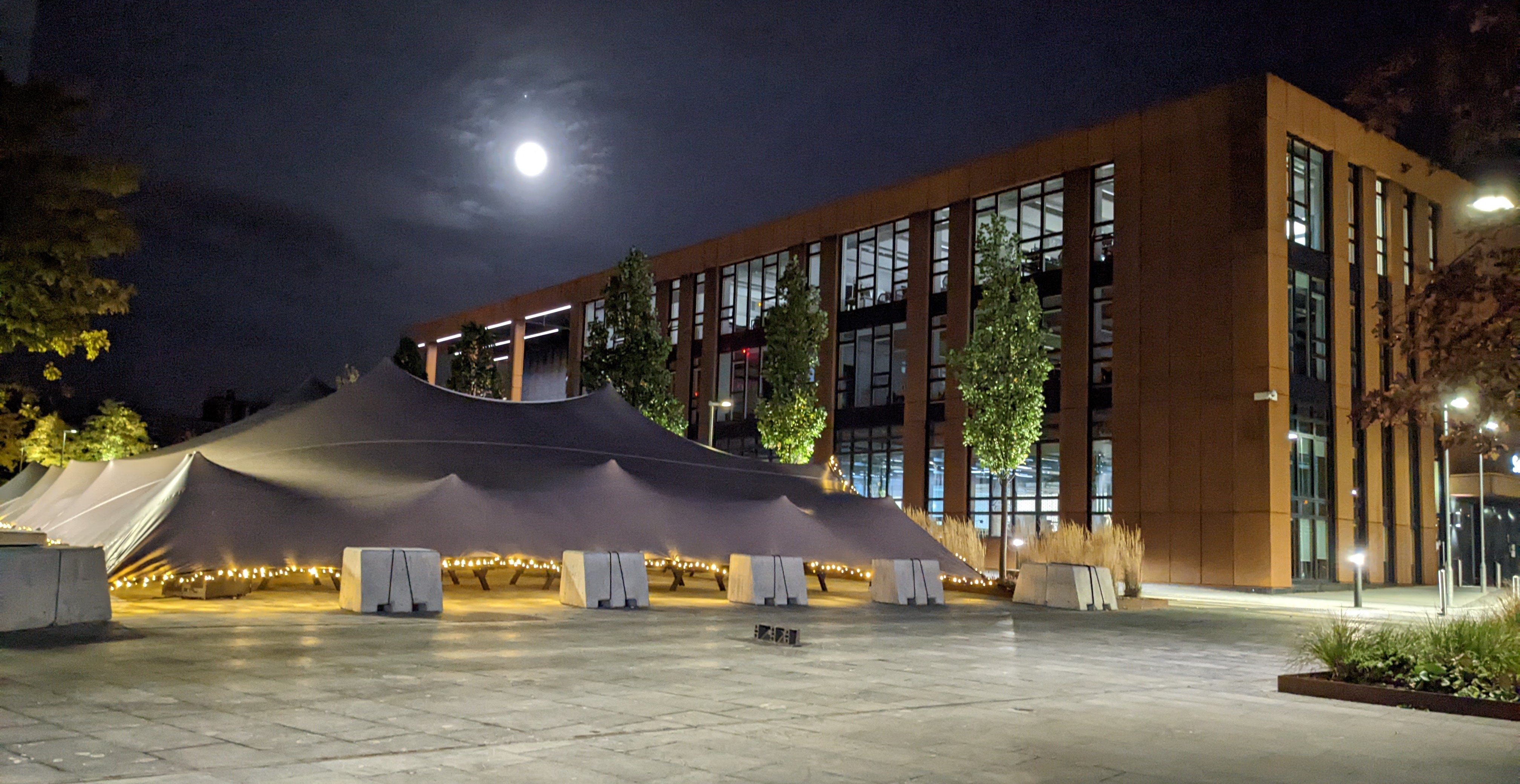
新工程大樓北側

### Frenchay校區
西英格蘭大學最大的主校區以溫特伯恩民政教區附近的弗倫凱村命名。它位於布里斯托市中心以北 4 英里處，西邊是費爾頓，北邊是 斯托克吉福德.
2006 年 8 月，一個新的體育中心在 Frenchay 開業。2008 年 9 月，西英格蘭大學購買了鄰居惠普公司毗鄰土地的大部分，從而將其現有的 80 英畝（32 公頃）校園擴建為 70 英畝（28 公頃）。
2012 年，西英格蘭大學的 Frenchay 校區發生了重大變化。首先，歐洲最大的機器人實驗室布里斯托機器人實驗室成立，同年西英格蘭大學國際學院開放給學生。國際學院提供國際學生成功升讀西英格蘭大學學位課程所需的必要學術、學科和英語語言技能。
學生會新大樓於2015年啟用；這是兩座相連的建築，將所有學生會服務匯集在一起。
2016 年秋季，高科技公司的企業孵化器Future Space 在Frenchay校區布里斯托機器人實驗室附近開幕。它是英國僅有的四所擁有大學企業區的大學之一，為 70 多家企業提供空間。
位於 Frenchay 校區的布里斯托商學院新大樓於 2017 年竣工。其中設有布里斯托商學院和布里斯托法學院。
一棟配備教學和研究設施、最先進的 4 層工程大樓位於 Frenchay 校區中心的新布里斯托商學院附近，於 2020 年 6 月向學生和教職員工開放。2021/22 學年，它已與專門針對工程學科的最先進的實驗室、研討會和演講廳一起投入使用。

### City校區
City校區由鮑爾阿什頓工作室、史派克島、阿諾菲尼和分水嶺組成。

#### 鮑爾阿什頓工作室
Bower Ashton Studios 是創意和文化學科的所在地，屬於藝術、創意產業和教育學院的一部分。西英格蘭藝術學院位於布里斯托市邊緣，毗鄰阿什頓莊園，於 1969 年在專門建造的校舍內成立，其前身為西英格兰皇家学院。克利夫頓英格蘭學院。1970年，該學院成為大學前身布里斯托理工學院的一部分。
每年六月，校園都會舉辦學位展，布里斯托居民以及畢業生的朋友和家人都會參加。

### Glenside校區

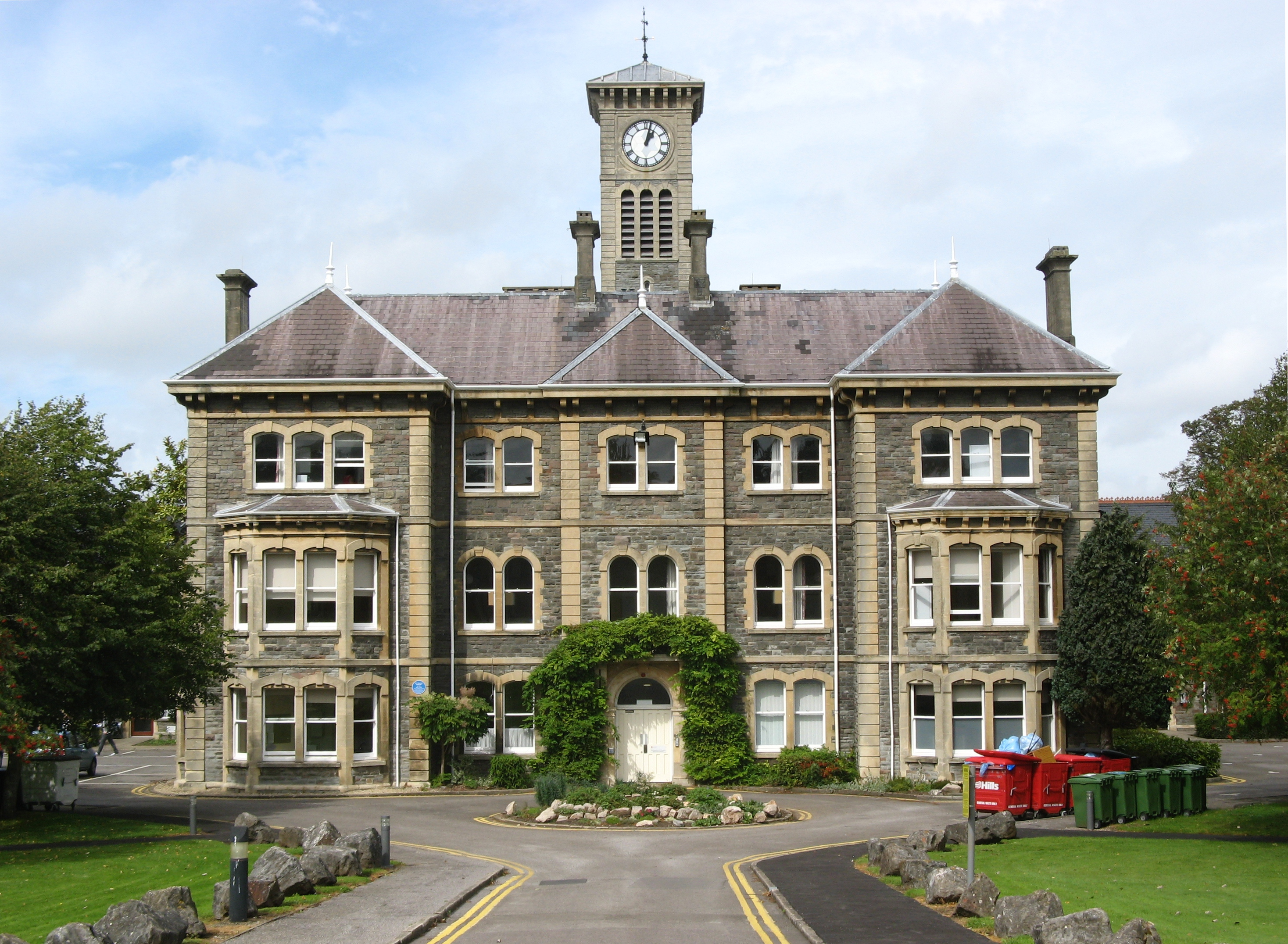
Glenside醫院主樓

Glenside校區是健康與應用科學學院的所在地。它位於Fishponds郊區的 Blackberry Hill 。健康與應用科學學院（原健康與社會關懷學院）成立於1996年，當時前雅芳和格洛斯特郡健康學院以及巴斯和斯溫頓健康研究學院與現有的健康與社區學院合併在西英格蘭大學學習。Glenside博物館位於校園內。
健康與應用科學學院包括以下學系：
- 聯合醫療專業部
- 應用科學系
- 健康與社會科學系
- 護理與助產學系

它提供接生員、護理、職業治療、物理治療、放射學、社會工作和其他健康相關專業領域各個級別的全日制和非全日制課程。

### Gloucester校區
亞歷山德拉倉庫 (Alexandra Warehouse) 是西英格蘭大學健康與應用科學學院護理與助產系的所在地。它位於Gloucester碼頭的西碼頭。該校區在Gloucester市中心與 UWE Bristol 一起提供護士培訓 ~ 預先註冊成人和心理健康護理；返回實踐；研究生和 CPD 課程。亞歷山德拉倉庫 (Alexandra Warehouse) 是一棟歷史悠久的保護建築，現已全面翻新。

### St Matthias校區
St Matthias校區位於布里斯託的 Fishponds 郊區。校園由英國國教建於維多利亞時代，周圍有一些維多利亞時代的哥德式建築，周圍是下沉的草坪。St Matthias校區是創意藝術、人文和教育學院各系的所在地。
作為搬遷計畫的一部分，西英格蘭大學於 2014 年 9 月關閉了校園（校園營運於 2014 年 7 月 4 日停止）。St Matthias學院和Bower Ashton學院的創意藝術、人文和教育學院的各個系已搬到Frenchay校區的新設施。2014 年 3 月，宣佈在規劃許可的情況下，該地塊將由 Barratt Developments 出售並重新開髮用於住房，所列建築將成為斯坦納學校 ( Steiner School )。

## 組織與管理

### 結構
該大學分為四個系，然後再細分為多個系：
- 藝術、創意產業與教育學院
  - 藝術文化產業系
  - 藝術設計學院
  - 教育與兒童部
  - 電影與新聞學院
  - 布里斯托動畫學院（附屬學校）
  - 布里斯托老維克戲劇學校（副校）
- 商業與法律學院
  - 布里斯托商學院
    - 會計、經濟與金融系
    - 商業與管理系

  - 布里斯託法學院
- 環境與技術學院
  - 建築與建築環境系
  - 計算機科學與創意技術系
  - 工程設計與數學系
  - 地理與環境管理系
- 健康與應用科學學院
  - 聯合醫療專業部
  - 生物、生物醫學和分析科學系
  - 健康與社會科學系
  - 護理與助產學系
- 哈特普里學院（副學院）
  - 運動
  - 馬科
  - 農業
  - 專業人才
  - 獸醫護理

## 學生生活

### 學生會

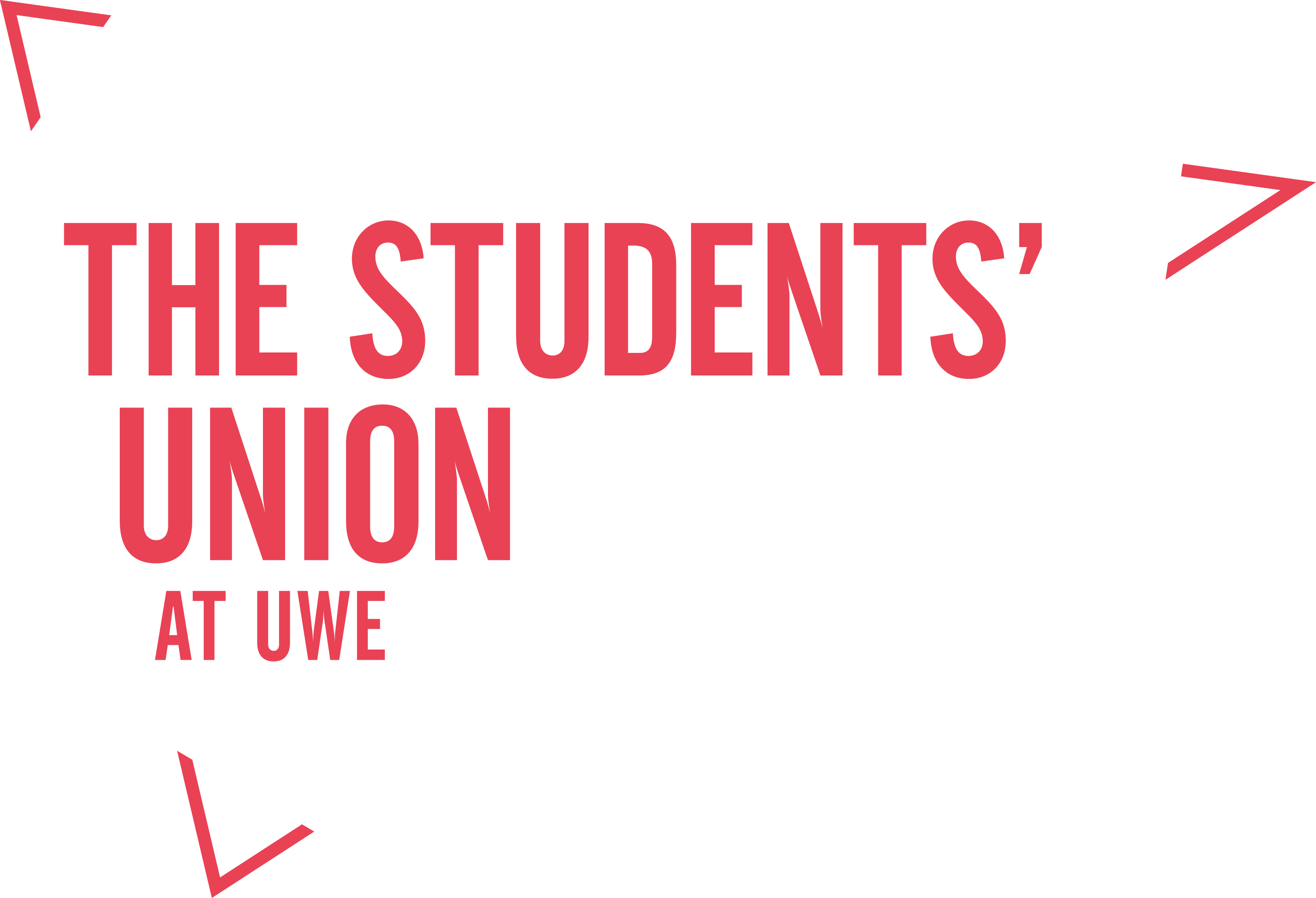
西英格蘭大學學生會標誌

西英格蘭大學學生會前身為西英格蘭大學學生會('UWESU')，總部位於Frenchay校區，成立於 1971 年。該組織由五名休假官員組成的團隊管理，這些官員每年從學生中選舉產生。新的學生會大樓於 2015 年夏季竣工，在 Frenchay校區設有酒吧、咖啡店和兩家便利店。Glenside 校區 和 Bower Ashton 校區 還設有學生會酒吧和商店。學生廣播電台Hub Radio在校區內的一個工作室內運作。

### 學生住宿
2006 年 9 月，Frenchay 學生村開業，為 1932 名學生提供校內住宿，卡羅爾閣已提供 252 個單位。Glenside也提供校園住宿。與UNITE Student Housing合作，在布里斯托市中心提供了 1,500 個住宿名額，而 UWE Bristol Accommodation 服務還為學生提供經過審查的私人出租屋。UWE 的所有住宿均為自助式。
2014 年 9 月，Wallscourt Park 在 Frenchay 校區開放。2020-21學年結束後，Carroll Court 被拆除，並開始在其位置建造新宿舍，以容納額外的學生。
2023 年 9 月，電視節目主持人柯爾斯蒂·奧爾索普 (Kirstie Allsopp)指責該大學“嚴重剝削”學生，因為校園新住宿的竣工延遲導致學生被分配到切爾滕納姆和格洛斯特的學生宿舍。西英格蘭大學後來證實，87 名學生已在切爾滕納姆開始學位課程，另有47 名學生在格洛斯特開始學位課程，但計劃“一旦有空”，將他們重新安置回西英格蘭大學校園。該大學先前因在南威爾斯纽波特的Usk Way 學生宿舍向學生提供住宿而受到批評。
主要宿舍有：
學生村– Frenchay 校區
- 布雷肯閣
- 科茨沃爾德法院
- 曼迪普閣
- 廣德閣

Frenchay 校區
- 阿什利村（2005年左右拆除，為S座讓路）[43]
- 卡羅爾閣（於 2022 年拆除，為新住宿騰出空間）
- 沃爾斯科特公園[44]

Glenside 校區
- 格倫賽德（在Glenside 校區）
- 冬青樹[46]（在Glenside 對面）

布里斯托市中心
- 市場之門[47]（由聯合集團持有）
- 納爾遜與德雷克之家[9]（由聯合集團持有）
- 布倫海姆閣[10]（由聯合集團持有）
- 鳳凰閣[48]（由聯合集團持有）
- 氣窗樓[49]（由寄宿生持有）

### 運動
西英格蘭大學划船俱樂部是屬於該大學的划船俱樂部。

## 著名校友
- 梁振英：前香港特別行政區行政長官, 中國人民政治協商會議全國委員會副主席[51]
- 梁唐青儀：梁振英夫人
- 王卓淇：2014年度香港小姐競選亞軍, 無綫電視經理人合約藝員
- 張念群：馬來西亞政治人物，前任馬來西亞教育部副部長，現任柔佛州古來國會議員、民主行動黨 國際秘書、希望聯盟柔佛州婦女部會主席
- 李志亮：馬來西亞政治人物，前任馬來西亞財政部副部長，前馬來西亞內政部副部長，兼馬華公會吉打州州聯委 會主席以及霹靂州馬華公會金寶區區會主席